# WWE Speed
WWE Speed es un programa de televisión en streaming de lucha libre profesional estadounidense producido por WWE. Se transmite en la plataforma de redes sociales Twitter (X) y presenta a luchadores de las marcas Raw, SmackDown y NXT. Los episodios tienen una lucha cada uno con un límite de tiempo de tres minutos que se graban los días lunes y viernes. La serie se estrenó el 3 de abril de 2024 con dos episodios.

## Historia
El 7 de febrero de 2024, WWE solicitó registrar el nombre "WWE Speed" para un programa dentro del ring en el que el concepto sería que los combates tendrían un límite de tiempo de cinco minutos. El concepto se probó por primera vez en dark matches después de la grabación del 15 de diciembre de 2023 de SmackDown. El 8 de febrero, durante la conferencia de prensa de inicio de WrestleMania XL, WWE anunció una asociación con Twitter (X) para presentar Speed, que se transmitiría semanalmente en la plataforma de redes sociales. El acuerdo entre WWE y X fue confirmado por dos años. También se reveló que los combates de cada episodio serían exclusivos de la plataforma y no serían reutilizados de otros programas de la compañía, y contarían con luchadores de las tres marcas.
El 27 de marzo, el comentarista Corey Graves anunció que Speed se estrenaría el miércoles 3 de abril de 2024, pero que la duración de los combates cambiaría de cinco a tres minutos. También se anunció un torneo para coronar al campeón inaugural de WWE Speed. El episodio debut, que se subió a las 12 p. m., hora del este (ET), se dio un combate entre Ricochet y Dragon Lee, que terminó con victoria del primero en 2 minutos y 57 segundos en lo que fue la primera ronda del torneo. Aproximadamente 30 minutos después, WWE subió un segundo episodio en el que Bronson Reed derrotó a Cedric Alexander en 1 minuto y 50 segundos de lucha, que también fue parte de la primera ronda del torneo. Graves actuó como único comentarista de los episodios.
En el episodio del miércoles 10 de abril de 2024, JD McDonagh derrotó a Axiom en otro combate del torneo por el título.